# Arnd Schmitt
Arnd Schmitt, född den 13 juli 1965 i Heidenheim an der Brenz, Tyskland, är en tysk fäktare som tog OS-guld i herrarnas lagtävling i värja i samband med de olympiska fäktningstävlingarna 1992 i Barcelona.